# Khounkar-Pacha Israpilov
Khounkar-Pacha Germanovitch Israpilov (russe : Хункар-Паша Германович Исрапилов) né le 13 novembre 1967 et décédé le 1er février 2000, est un chef de guerre séparatiste tchétchène et un participant actif des première et deuxième guerres tchétchènes.
Israpilov prend part à la fois à la prise d'otages de Boudionnovsk et à la prise d'otages de Kizliar-Pervomaïskoïe, et est tué lors de la retraite de l'armée nationale d'Itchkérie de Grozny pendant la bataille de Grozny.